# Diócesis de Kaposvár
La diócesis de Kaposvár (en latín: Dioecesis Kaposvaren(sis) y en húngaro: Kaposvári egyházmegye) es una circunscripción eclesiástica latina de la Iglesia católica en Hungría, sufragánea de la arquidiócesis de Veszprém. La diócesis tiene al obispo László Varga como su ordinario desde el 25 de marzo de 2017. 

## Territorio y organización

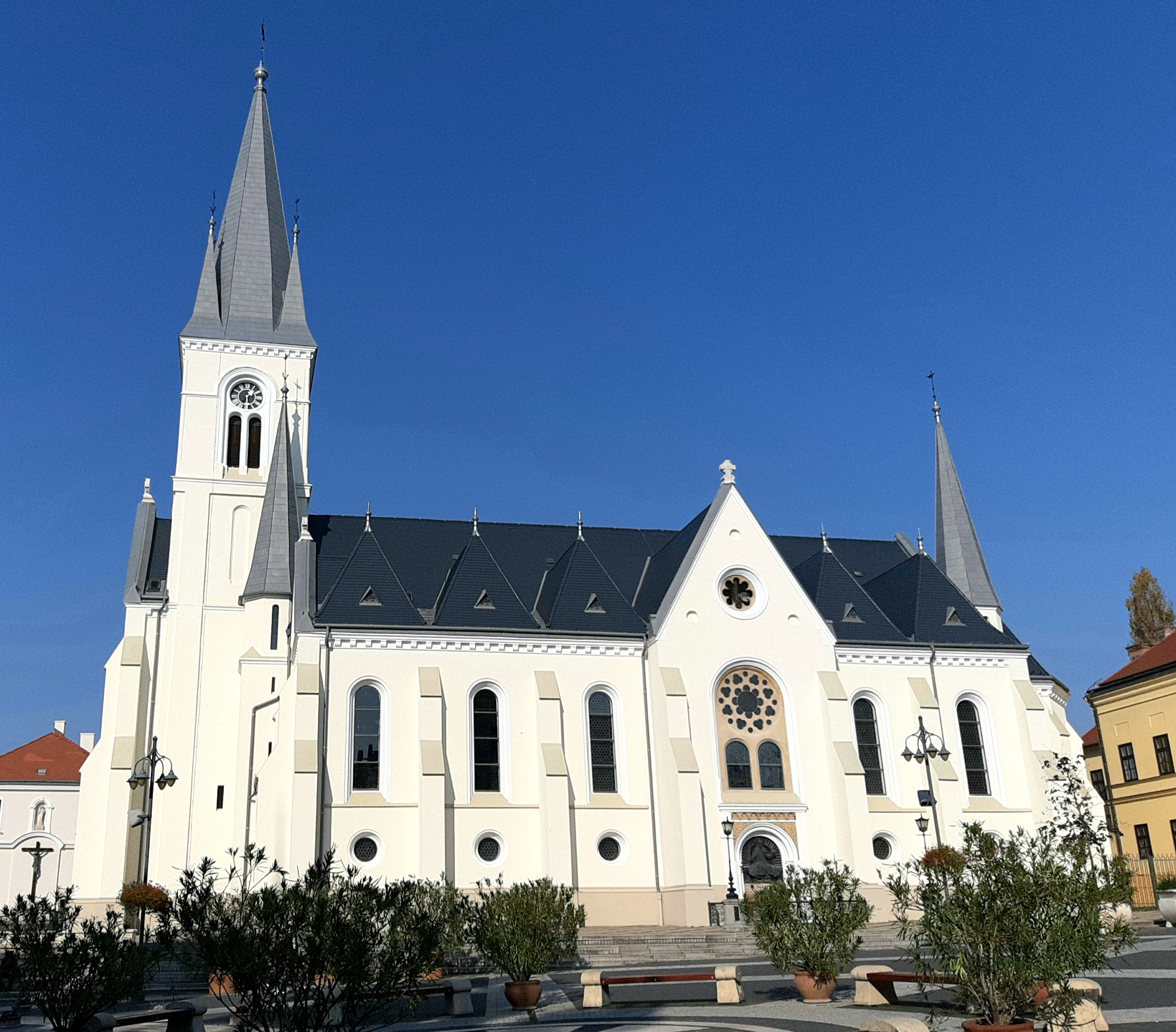
La renovada Catedral de la Asunción de Kaposvár en 2021

La diócesis tiene 6764 km² y extiende su jurisdicción sobre los fieles católicos de rito latino residentes en el condado de Somogy y en porciones menores de los condados de Baranya, Tolna y Zala.
La sede de la diócesis se encuentra en la ciudad de Kaposvár, en donde se halla la Catedral de Nuestra Señora de la Asunción.
En 2019 en la diócesis existían 103 parroquias.

## Historia
La diócesis fue erigida el 31 de mayo de 1993 con la bula Hungarorum gens del papa Juan Pablo II, obteniendo el territorio de la diócesis de Veszprém, que simultáneamente fue elevada a arquidiócesis metropolitana. Las nueva diócesis quedó como sufragánea de la arquidiócesis de Veszprém.

## Estadísticas
De acuerdo al Anuario Pontificio 2020 la diócesis tenía a fines de 2019 un total de 292 000 fieles bautizados.
| Año                                                                             | Población            | Población | Población      | Sacerdotes | Sacerdotes    | Sacerdotes    | Bautizados por sacerdote | Diáconos permanentes | Religiosos | Religiosos | Parroquias |
| Año                                                                             | Bautizados católicos | Total     | % de católicos | Total      | Clero secular | Clero regular | Bautizados por sacerdote | Diáconos permanentes | Varones    | Mujeres    | Parroquias |
| ------------------------------------------------------------------------------- | -------------------- | --------- | -------------- | ---------- | ------------- | ------------- | ------------------------ | -------------------- | ---------- | ---------- | ---------- |
| 1999                                                                            | 317 065              | 445 160   | 71.2           | 99         | 96            | 3             | 3202                     | 2                    | 3          | 5          | 156        |
| 2000                                                                            | 315 446              | 443 185   | 71.2           | 99         | 96            | 3             | 3186                     | 2                    | 3          | 6          | 156        |
| 2001                                                                            | 313 778              | 440 102   | 71.3           | 96         | 93            | 3             | 3268                     | 2                    | 3          | 6          | 156        |
| 2002                                                                            | 312 592              | 438 594   | 71.3           | 98         | 95            | 3             | 3189                     | 2                    | 3          | 6          | 156        |
| 2003                                                                            | 303 119              | 420 253   | 72.1           | 99         | 97            | 2             | 3061                     | 2                    | 2          | 5          | 101        |
| 2004                                                                            | 301 523              | 416 373   | 72.4           | 99         | 97            | 2             | 3045                     | 2                    | 2          | 5          | 101        |
| 2006                                                                            | 299 404              | 410 630   | 72.9           | 95         | 94            | 1             | 3151                     | 2                    | 1          | 4          | 101        |
| 2013                                                                            | 293 153              | 398 851   | 73.5           | 96         | 96            |               | 3053                     | 4                    |            | 5          | 102        |
| 2016                                                                            | 293 153              | 398 851   | 73.5           | 94         | 94            |               | 3118                     | 7                    |            | 5          | 104        |
| 2019                                                                            | 292 000              | 397 800   | 73.4           | 96         | 93            | 3             | 3041                     | 9                    | 4          | 9          | 103        |
| Fuente: Catholic-Hierarchy, que a su vez toma los datos del Anuario Pontificio. |                      |           |                |            |               |               |                          |                      |            |            |            |

## Episcopologio
- Béla Balás (31 de mayo de 1993-25 de marzo de 2017 retirado)
- László Varga, desde el 25 de marzo de 2017